# Усадище-Димі
Усадище-Димі (рос. Усадище-Дыми) — присілок Бокситогорського району Ленінградської області Росії. Входить до складу Великодвірського сільського поселення.
Населення — 2 особи (2012 рік). 